# Industry Baby
Singles de Lil Nas X et Jack Harlow
Sun Goes Down (en)
(2021) That's What I Want
(2021)
Clip vidéo
[vidéo] « Lil Nas X, Jack Harlow - INDUSTRY BABY (Official Video) », sur YouTube
Industry Baby est une chanson du rappeur américain Lil Nas X en collaboration avec Jack Harlow,.
En lien avec la mise en scène du clip vidéo de la chanson qui se déroule en prison, Lil Nas X invite ses fans à faire des dons à Bail X Fund qui vient en aide aux détenus qui n’ont pas les moyens d’éviter d’être emprisonnés pendant les procédures judiciaires aux États-Unis.

## Clip

### Description
Se déroulant dans la prison d'État fictive de Montero, le clip de Industry Baby se poursuit après le teasing dans lequel Lil Nas X est condamné à cinq ans de prison pour son homosexualité. Ce clip fait également hommage à la célèbre série américaines Prison Break lorsque deux détenus tiennent les poches de Lil Nas X. La vidéo rend hommage au film de Frank Darabont Les Évadés (The Shawshank Redemption), sorti en 1994.
Par ailleurs en France, en raison de certaines scènes, le clip est diffusé avec la signalétique "-10" sur Trace Urban. Les autres chaînes à part CStar le diffusent sans la scène de danse sous la douche et sans signalétique. CStar choisit de ne pas diffuser le clip.

### Analyse
Selon une enquête, Industry Baby servirait à dénoncer l'emprisonnement excessif, voire injuste de plusieurs individus afro-américains aux Etats-Unis d'Amérique. De plus, tout comme dans son clip pour  Call Me By Your Name, Lil Nas X a ajouté une touche homosexuelle qui lui correspond bien.[réf. nécessaire]
La chanson contient un passage samplé et très similaire à un passage de No Bystanders de Travis Scott, Juice Wrld, et Sheck Wes. Morceau présent sur l'album Astroworld de ce premier.

## Classements hebdomadaires
| Classement (2021)                       | Meilleure position |
| --------------------------------------- | ------------------ |
| Allemagne (Media Control AG)            | 9                  |
| Australie (ARIA)                        | 4                  |
| Autriche (Ö3 Austria Top 40)            | 7                  |
| Belgique (Flandre Ultratop 50 Singles)  | 19                 |
| Belgique (Wallonie Ultratop 50 Singles) | 9                  |
| Canada (Hot 100)                        | 3                  |
| Danemark (Tracklisten)                  | 4                  |
| Espagne (PROMUSICAE)                    | 27                 |
| États-Unis (Hot 100)                    | 1                  |
| États-Unis (R&B/Hip-Hop Songs)          | 1                  |
| Finlande (Suomen virallinen lista)      | 5                  |
| France (SNEP)                           | 3                  |
| Irlande (Irish Singles Chart)           | 2                  |
| Italie (FIMI)                           | 20                 |
| Norvège (VG-lista)                      | 3                  |
| Nouvelle-Zélande (RMNZ)                 | 1                  |
| Pays-Bas (Single Top 100)               | 10                 |
| Portugal (AFP)                          | 1                  |
| Royaume-Uni (UK Singles Chart)          | 3                  |
| Royaume-Uni (UK R&B Chart)              | 1                  |
| Suède (Sverigetopplistan)               | 8                  |
| Suisse (Schweizer Hitparade)            | 4                  |